# Azaleastrum
Slægten Rododendron er opdelt i fem underslægter. Her behandles underslægten Azaleastrum, der er inddelt i tre sektioner.
| Beskrevne sektioner |

- Rhododendron subgen. Azaleastrum sect. Brachycalyx
- Rhododendron subgen. Azaleastrum sect. Sciadorhodion
- Rhododendron subgen. Azaleastrum sect. Tsutsusi